# Adventure Time : Le Secret du Royaume Sans Nom
Adventure Time: The Secret of the Nameless Kingdom  est un jeu vidéo de type action-RPG développé par WayForward Technologies et édité par Little Orbit, sorti en 2014 sur Windows, PlayStation 3, Xbox 360, Nintendo 3DS et PlayStation Vita.

## Accueil
- GameSpot : 6/10 (PC)[1]
- Nintendo Life : 7/10 (3DS)[2]